# 킷캣클럽
킷캣클럽(KitKatClub)은 독일 베를린 미테구에 있는 나이트클럽이다. 오스트리아의 포르노 영화 감독 시몬 타우어와 그의 파트너 키르스텐 크뤼거가 설립하여 1994년 3월 개업하였다.

## 역사
클럽은 1994년 개장 이후 3번이나 이전했다. 본래 프리드리히스하인크로이츠베르크구 크로이츠베르크에서 개업했다. 1999년에는 템펠호프쇠네베르크구 쇠네베르크로 이전했으며 2001년에는 베제머 스트라세의 템펠호프 지구(2000년에 쇠네베르크의 일부가 됨)에 있는 다른 부지로 이전했다. 2007년 7월 초에는 미테구 브뤼켄스트라세 1의 세이지클럽으로 이전했다.

## 나이트클럽
킷캣클럽은 성적으로 자유분방한 클럽으로 유명하다. 손님들은 그 장소에서 공개적으로 성관계 를 가질 수 있다. 클럽의 모토는 "원하는 것을 하되 의사소통은 유지하라"다. 손님들은 이성애자와 성소수자 커뮤니티 구성원을 포함하여 다양하다.
입장 시 엄격한 복장 규정이 적용된다.